# Endless Notes
「Endless Notes」（エンドレスノーツ）は、i☆Risの17枚目のシングル。2019年2月13日にDIVE II entertainmentから発売された。

## 概要
- 表題曲「Endless Notes」は、テレビアニメ『グリムノーツ The Animation』のエンディングテーマとして使用されており[4]、前作の「Changing point」に引き続き深夜アニメタイアップ曲となった。
- ミュージックビデオの映像監督は、福居英晃が務めた。
- グリムノーツThe Animation盤のみ、「Endless Notes -TV ver.-」が収録されている。

## 収録曲

### 通常盤(CD+DVD)
1. Endless Notes [4:21]
作詞・作曲：馬渕直純、編曲：大久保薫
  - テレビアニメ『グリムノーツ The Animation』エンディングテーマ
2. イノセントイノベーション [4:18]
作詞・作曲・編曲：Motokiyo
3. Endless Notes（Instrumental）
4. イノセントイノベーション（Instrumental）

DVD
1. Endless Notes -Music Video-
2. Endless Notes -Off Shot Movie-

### 通常盤(CDのみ)
1. Endless Notes
2. イノセントイノベーション
3. Endless Notes（Instrumental）
4. イノセントイノベーション（Instrumental）

### グリムノーツThe Animation盤
1. Endless Notes
2. イノセントイノベーション
3. Endless Notes -TV ver.- [1:32]
4. Endless Notes（Instrumental）
5. イノセントイノベーション（Instrumental）